# ダイアン・ヘイロック

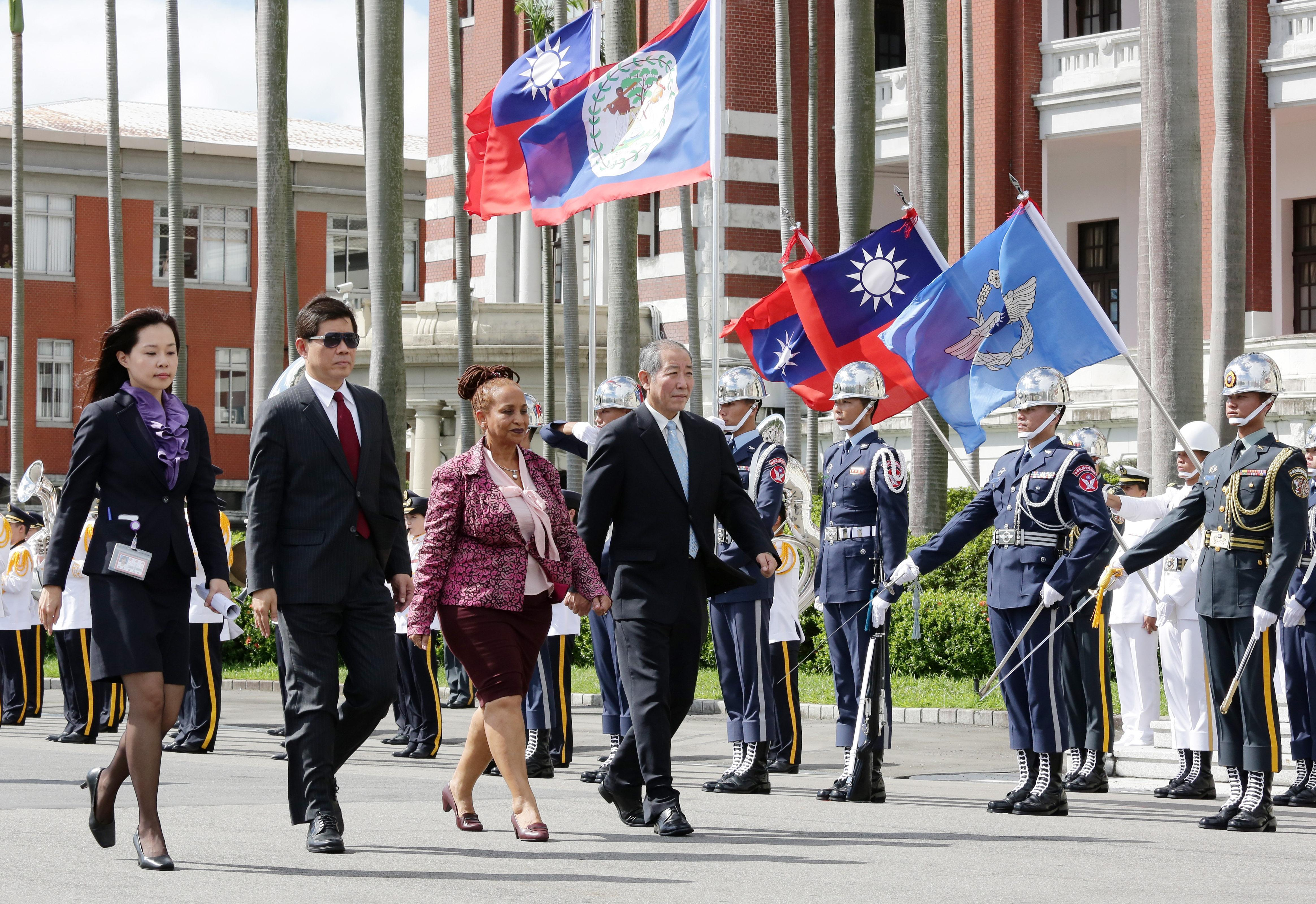
信任状捧呈式に臨むヘイロック大使（於台北市、2016年10月）

ダイアン・カーラ・ヘイロック（英語: Diane Carla Haylock、繁体字中国語: 賀黛安）は、ベリーズの外交官、大使。2016年から2020年にかけて台北常駐の在中華民国大使、2018年より非常駐の駐日大使。

## 外交経歴
2016年10月19日、中華民国総統・蔡英文に信任状を捧呈した。
2018年7月11日、駐日大使として東京を訪問し、皇居で信任状を捧呈した。
2019年10月22日、皇居正殿松の間で今上天皇の即位礼正殿の儀が執り行われ、コルヴィル・ヤング総督と共に参列した。
2020年12月29日、中華民国とベリーズの友好関係を促進した功績を讃えられ、中華民国政府より大綬景星勲章を受章した。